# Rodrigo Corrales
Rodrigo Corrales Rodal (* 24. ledna 1991 Cangas de Morrazo) je španělský házenkářský brankář. Měří 201 cm a váží 99 kg. 
Je odchovancem CB Cangas, od 2009 hrál za FC Barcelona a podílel se na zisku titulu v roce 2012. Pak působil v klubu Balonmano Huesca a v polské Wisłe Płock. V letech 2017–2020 byl hráčem Paris Saint-Germain Handball, s nímž vyhrál francouzskou ligu v letech 2018 a 2019 a byl vyhlášen nejlepším brankářem soutěže v sezóně 2019/20. Jako hráč ONE Veszprém KC vyhrál Ligu SEHA v letech 2021, 2022 a získal cenu pro nejužitečnějšího hráče. Stal se s Veszprémem mistrem Maďarska v letech 2023 a 2024 a prodloužil smlouvu do roku 2026.
Ve španělské házenkářské reprezentaci debutoval roku 2014 v zápase proti Švýcarsku. Byl členem vítězného týmu mistrovství Evropy v házené mužů v letech 2018 a 2020. Získal bronzovou medaili na Letních olympijských hrách 2020 i na mistrovství světa v házené mužů 2021. Na ME 2022 byl se španělským týmem druhý, podílel se na třetím místě na mistrovství světa v házené mužů 2023 i na olympiádě v roce 2024.  